# Диди-Кухи
Диди-Кухи (груз. დიდი კუხი) — село в Грузии, на территории Хонийского муниципалитета края (мхаре) Имеретия.

## География
Село находится в западной части Грузии, на берегах реки Кухи (правый приток Губисцкали), на расстоянии приблизительно 1 километра (по прямой) к юго-востоку от города Хони, административного центра муниципалитета. Абсолютная высота — 96 метров над уровнем моря.

## Население
По результатам официальной переписи населения 2014 года, в Диди-Кухи проживало 1148 человек (573 мужчины и 575 женщин). В национальной структуре населения грузины составляли 99,6 %, русские — 0,3 %, украинцы — 0,1 %.
| Год  | Население, человек |
| ---- | ------------------ |
| 2002 | 1511               |
| 2014 | ↘ 1148             |